# Liebherr

Sigla Liebherr

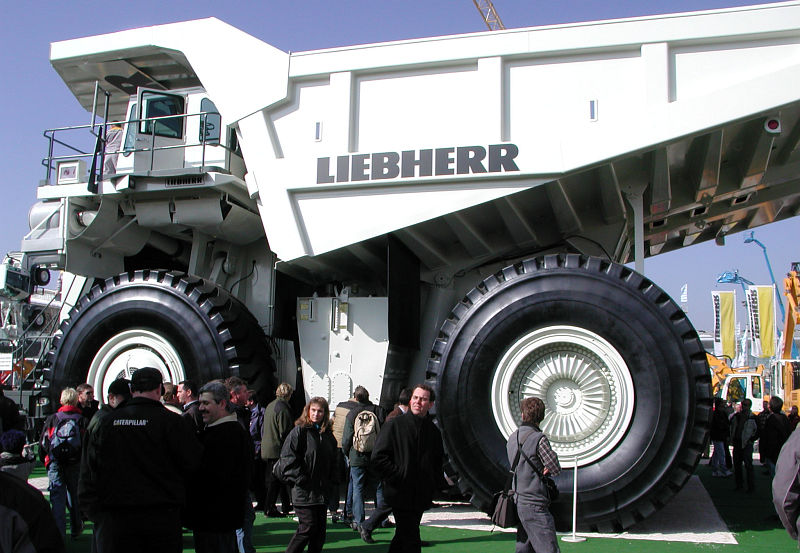
Liebherr T 282 B Camion minier Liebherr

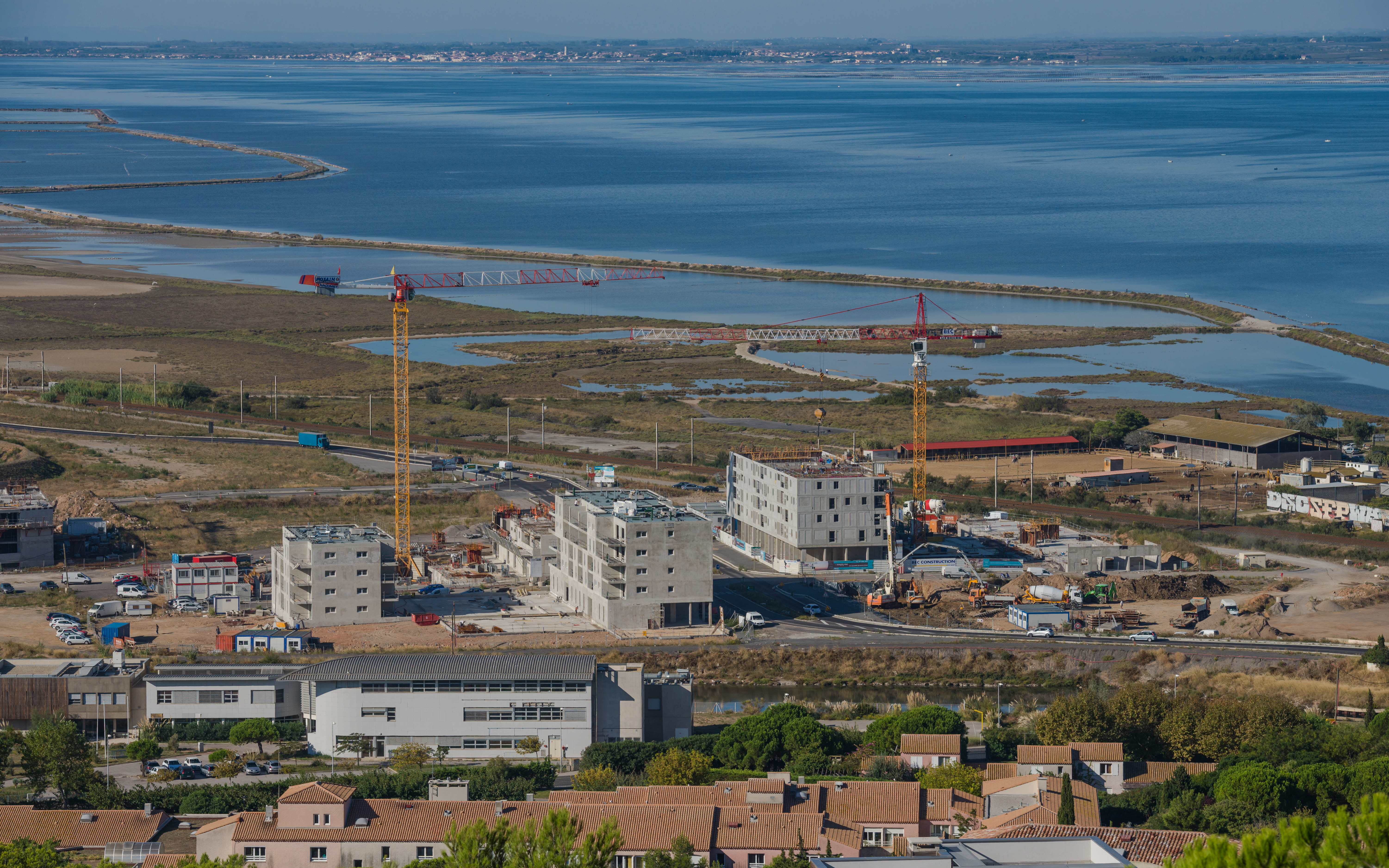

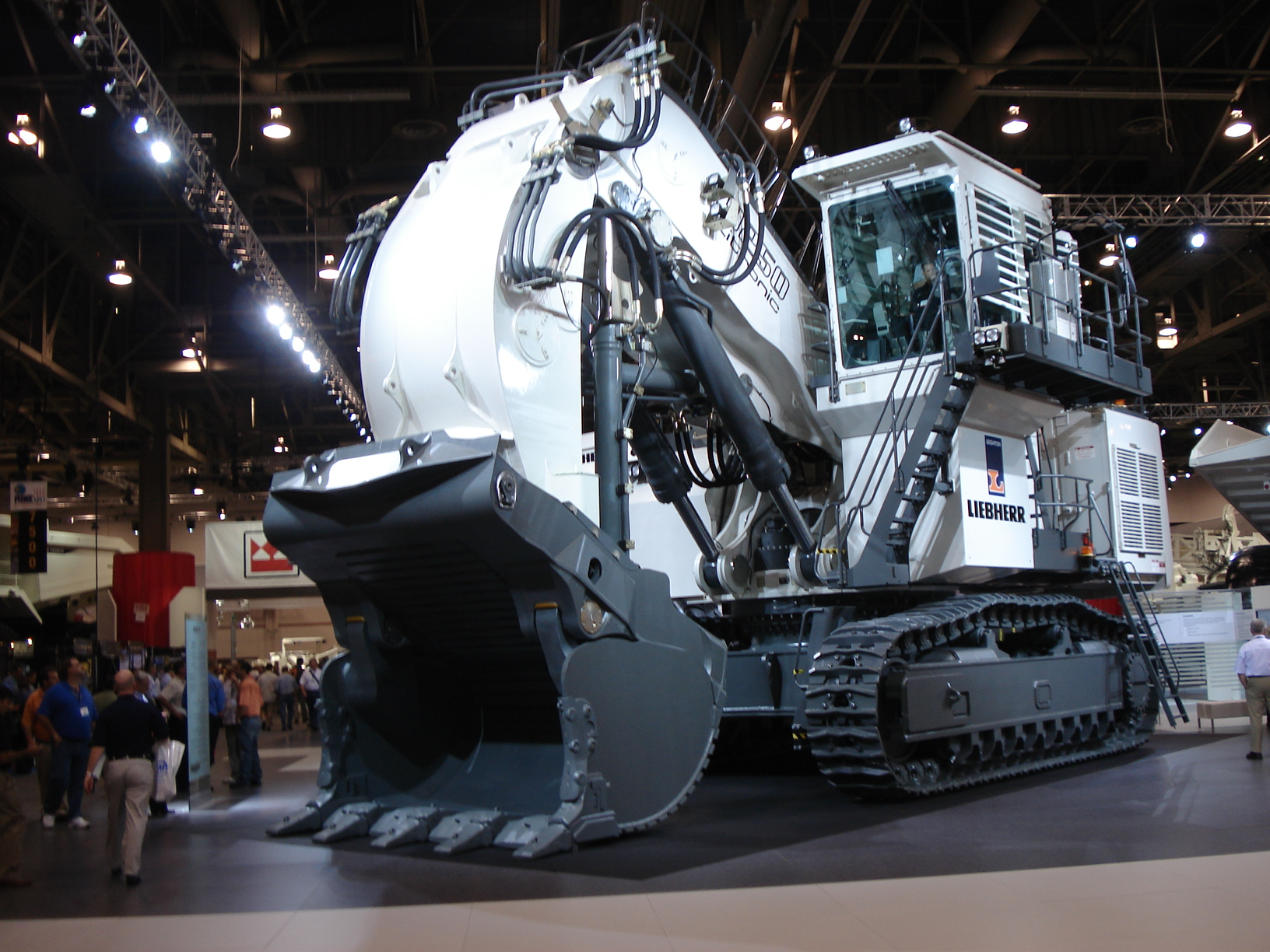
Excavator Liebherr

Grupul Liebherr este o companie din Germania - unul dintre cei mai mari producători din Europa. Compania a fost înființată în anul 1949 de Hans Liebherr, cu sediul în Biberach an der Riss, Baden-Württemberg. Liebherr Group activează în numeroase domenii precum construcția de excavatoare, utilaje pentru minerit, macarale, containere portuare, frigidere și congelatoare, mașini unelte și tehnologie aeronautică. Grupul avea în 2007 100 de companii și 24.000 de anagajați pe plan mondial.
Începând cu producția de macarale, Liebherr și-a extins aria, producând în prezent și componente pentru avioane și echipamente casnice cum ar fi frigiderele. Compania este unul dintre furnizorii principali ai  Airbus S.A.S.. Liebherr este de asemenea unul dintre producătorii celor mai mari unelte și utilaje din industria minieră, cum ar fi excavatoare și camioanele gigant.
De-a lungul anilor, afacerea familiei s-a extins formând un grup de companii, cu peste 25.000 de angajați în mai mult de 100 de companii pe toate continentele.
În decembrie 2004, un site german a clasat excavatoarele Liebherr pe locul cinci în topul celor mai mari excavatoare din lume.
Liebherr produce în prezent unul dintre cele mai mari camioane din industria mineritului, modelul T 282 B. Recent a fost lansat și modelul LTM 11200-9.1 care a primit premiul pentru excelență în 2007, fiind considerată una dintre cele mai puternice macarale mobile.
Liebherr are reprezentanțe în diverse țări, printre care se numără Germania, Marea Britanie, Irlanda, Statele Unite ale Americii și România.